# To Kingdom Come: The Definitive Collection
To Kingdom Come: The Definitive Collection es un álbum recopilatorio del grupo norteamericano de rock The Band, publicado en septiembre de 1989 por el sello discográfico Capitol Records. El álbum incluye 31 canciones, la mayoría procedentes de los álbumes que el grupo grabó entre 1968 y 1977, así como versiones previamente inéditas de «Back to Memphis», «Endless Highway» y «Loving You Is Sweeter Than Ever». 
Titulado con la referencia de un tema de Music from Big Pink (1968) compuesto por el guitarrista Robbie Robertson, el álbum fue publicado como triple disco de vinilo y doble disco compacto.

## Lista de canciones
Todos los temas compuestos por Robbie Robertson excepto donde se anota.
| Disco uno |                                       |                               |          |  |
| N.º       | Título                                | Escritor(es)                  | Duración |  |
| 1.        | «Back to Memphis»                     | Chuck Berry                   | 6:07     |  |
| 2.        | «Tears of Rage»                       | Bob Dylan, Richard Manuel     | 5:22     |  |
| 3.        | «To Kingdom Come»                     |                               | 3:19     |  |
| 4.        | «Long Black Veil»                     | Marijohn Wilkin, Danny Dill   | 3:04     |  |
| 5.        | «Chest Fever»                         |                               | 5:15     |  |
| 6.        | «The Weight»                          |                               | 4:38     |  |
| 7.        | «I Shall Be Released»                 | Bob Dylan                     | 3:16     |  |
| 8.        | «Up on Cripple Creek»                 |                               | 4:34     |  |
| 9.        | «Loving You Is Sweeter Than Ever»     | Stevie Wonder, Ivy Joe Hunter | 3:34     |  |
| 10.       | «Rag Mama Rag»                        |                               | 3:04     |  |
| 11.       | «The Night They Drove Old Dixie Down» |                               | 3:33     |  |
| 12.       | «The Unfaithful Servant»              |                               | 4:18     |  |
| 13.       | «King Harvest (Has Surely Come)»      |                               | 3:40     |  |
| 14.       | «The Shape I'm In»                    |                               | 4:04     |  |
| 15.       | «The W. S. Walcott Medicine Show»     |                               | 3:12     |  |
| 16.       | «Daniel and the Sacred Harp»          |                               | 4:13     |  |
| 17.       | «Stage Fright»                        |                               | 3:41     |  |

| Disco dos |                                      |                                   |          |  |
| N.º       | Título                               | Escritor(es)                      | Duración |  |
| 1.        | «Don't Do It (Baby Don't You Do It)» | Holland-Dozier-Holland            | 4:44     |  |
| 2.        | «Life is a Carnival»                 | Rick Danko, Levon Helm, Robertson | 3:59     |  |
| 3.        | «When I Paint My Masterpiece»        | Bob Dylan                         | 4:22     |  |
| 4.        | «4% Pantomime»                       | Robertson, Van Morrison           | 4:35     |  |
| 5.        | «The River Hymn»                     |                                   | 4:42     |  |
| 6.        | «Mystery Train»                      | H. Parker, Jr., S. Phillips       | 5:44     |  |
| 7.        | «Endless Highway»                    |                                   | 5:25     |  |
| 8.        | «Get Up Jake»                        |                                   | 2:18     |  |
| 9.        | «It Makes No Difference»             |                                   | 6:34     |  |
| 10.       | «Ophelia»                            |                                   | 3:33     |  |
| 11.       | «Acadian Driftwood»                  |                                   | 6:41     |  |
| 12.       | «Christmas Must Be Tonight»          |                                   | 3:37     |  |
| 13.       | «The Saga of Pepote Rouge»           |                                   | 4:17     |  |
| 14.       | «Knockin' Lost John»                 |                                   | 3:49     |  |

## Personal
- Rick Danko: bajo, violín, guitarra rítmica y voz
- Levon Helm: batería, mandolina y voz
- Garth Hudson: órgano, piano, acordeón, clavinet e instrumentos de vientos
- Richard Manuel : piano, órgano, batería, armónica y voz
- Robbie Robertson: guitarras y voz
- John Simon: saxofones tenor y barítono y piano eléctrico
- Van Morrison: voz en "4% Pantomime"
- Allen Toussaint: arreglos de cuerda
- Billy Mundi: batería
- Byron Berline: violín